# 深圳市深美外籍人員子女學校
深圳深美国际学校 (英語：Shenzhen American International School；簡称SAIS），是一所位于中國廣東省深圳市的美国国际学校。
此校是美国缅因州的李學院于中國设立的学校， 中国教育部于2005年批准此校于深圳市建校。但由于占地相关的問題，截至2008年还尚未解决建校相关问题。
深美国际学校原定在深圳市南山区建校， 最终于2014年1月在深圳南山区蛇口建校。

## 外部連結
- 深圳美国国际学校 （页面存档备份，存于）